# Пјетратонда (Гросето)
Пјетратонда је насеље у Италији у округу Гросето, региону Тоскана.
Према процени из 2011. у насељу је живело 22 становника. Насеље се налази на надморској висини од 120 м.